# فولاد منگنز

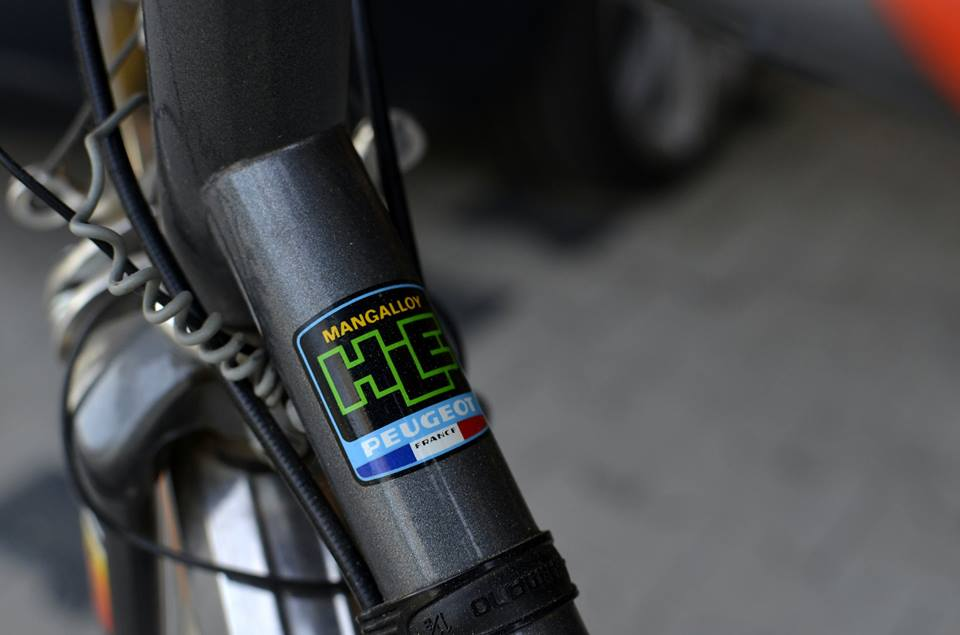
برچسب روی قاب دوچرخه که نشان دهنده فولاد منگنز باشد

فولاد منگنز یا فولاد Hadfield (به انگلیسی: Mangalloy) یک فولاد آلیاژی است که به طور متوسط حاوی حدود ۱۳ درصد منگنز است. فولاد منگنز مقاومت زیادی در برابر ضربه و سایش دارد.
منگنز توسط فولاد آلیاژی ساخته شده است و حاوی 0.8 تا 1.25٪ کربن و 11 تا 15٪ منگنز است . Mangalloy یک فولاد غیر مغناطیسی منحصر به فرد است که دارای خاصیت ضد سایش شدید است. این ماده در برابر سایش بسیار مقاوم است و در شرایط ضربه تا سه برابر سختی سطح خود می رسد ، بدون افزایش شکنندگی که معمولاً با سختی همراه است. این به Mangalloy اجازه می دهد تا سختی خود را حفظ کند.
بیشتر فولادها حاوی 0.15 تا 0.8٪ منگنز هستند. آلیاژهای با مقاومت بالا معمولاً حاوی 1 تا 1.8٪ منگنز هستند. حاوی در حدود 1.5٪ منگنز ، فولاد شکننده می شود و این ویژگی تا زمانی که حاوی حدود 4 تا 5٪ از منگنز شود افزایش می یابد. در این مرحله ، فولاد در اثر ضربه چکش پودر خواهد شد. افزایش بیشتر منگنز باعث افزایش سختی و شکل پذیری می شود . در حدود 10٪ مقدار منگنز ، فولاد در صورت خنک شدن در دمای اتاق به صورت آستنیت خود باقی می ماند. هم سختی و هم انعطاف پذیری بسته به عناصر آلیاژی ، در مقدار حدود 12٪ به بالاترین نقاط خود می رسند. اصلی ترین این عناصر آلیاژی کربن است ، زیرا افزودن منگنز به فولاد کم کربن اثر کمی دارد اما با افزایش محتوای کربن به طرز چشمگیری افزایش می یابد. فولاد Hadfield اصلی حدود 1.0٪ کربن داشت. سایر عناصر آلیاژی ممکن است شامل فلزاتی مانند نیکل و کروم باشند . اغلب به فولادهای آستنیتی به عنوان تثبیت کننده آستنیت اضافه می شود. مولیبدن و وانادیوم ؛ در فولادهای غیر آستنیتی به عنوان تثبیت کننده فریت استفاده می شود. یا حتی عناصر غیر فلزی مانند سیلیکون .
منگنز دارای مقاومت در برابر عملکرد منصفانه اما استحکام کششی بسیار بالایی است ، به طور معمول در هر جایی بین 350 تا 900 مگاپاسکال (MPa) ، با کار سختی به سرعت افزایش می یابد. برخلاف دیگر اشکال فولاد ، وقتی تا نقطه ی شکست کشیده می شود ، مواد دچار کاهش سطح مقطع نمی‌شوند (در ضعیف ترین نقطه کوچکتر می شوند) و بعد از هم جدا می شوند. در عوض ، کار سختی فلزات افزایش می یابد و استحکام کششی را به سطوح بسیار بالایی افزایش می دهد ، گاهی اوقات به اندازه 2000 مگاپاسکال. این باعث می شود مواد مجاور سطح مقطع شان کوچک شود ، سخت شوند و این کار ادامه یابد تا زمانی که کل قطعه بسیار بلندتر و نازک تر شود. افزایش طول معمولی بسته به ترکیب دقیق آلیاژ و عملیات حرارتی قبلی ، می تواند از 18 تا 65 درصد باشد. آلیاژهای حاوی منگنز از 12 تا 30 درصد قادر به مقاومت در برابر اثرات شکننده سرما ، گاهی اوقات در برابر درجه حرارت در محدوده −۱۹۶ درجه فارنهایت (−۱۲۷ درجه سلسیوس) 
Mangalloy در صنعت معدن ، میکسرهای سیمانی ، سنگ شکن های سنگی ، سوئیچ ها و گذرگاه های راه آهن ، آج های خزنده برای تراکتورها و سایر محیط های دارای ضربه و ساینده استفاده شده است. همچنین در محیط هایی با ضربه زیاد مانند داخل دستگاه لایه برداری شات استفاده می شود. این آلیاژها به دلیل استحکام بالای آنها در دماهای بسیار کم ، کاربردهای جدیدی به عنوان فولادهای کرایوژنیک پیدا می کنند. منگنز قابل تغییر با حرارت است ، اما منگنز دمایی را که در آن استوستیت به فریت تبدیل می شود ، کاهش می دهد. برخلاف فولاد کربن ، mangalloy با کاهش سریع دما به جای کارسختی  کار نرم می شود ، و شکل پذیری را از حالت کار سختی باز می گرداند. اکثر درجات بعد از پختن و سپس خاموش شدن از گرمای زرد آماده هستند و نیازی به مخلوط کردن بیشتر نیست و معمولاً دارای سختی نرمال برینل در حدود 200 HB (تقریباً برابر با 304 استیل ضد زنگ) هستند ، اما به دلیل وجود آن خاصیت منحصر به فرد ، سختی تورفتگی تأثیر بسیار کمی در تعیین سختی خراش (سایش و مقاومت در برابر ضربه فلز) دارد. یک منبع دیگر می گوید که سختی اولیه برینل از فلز منگنز با توجه به مشخصات اصلی Hadfield برابر 220 است اما در صورت سایش ضربه ای ، سختی سطح به بیش از 550 خواهد رسید.
بسیاری از کاربردهای منگنز اغلب به دلیل دشواری آن در ماشینکاری محدود هستند . گاهی اوقات به عنوان "قابلیت ماشین پذیری صفر" توصیف می شود. این فلز را نمی توان با پخت‌وپز نرم کرد و به سرعت در زیر ابزارهای برش و سنگ زنی سخت می شود و معمولاً برای ماشین کاری نیاز به ابزار خاصی است. مواد با استفاده از الماس یا کاربید با مشکل بسیار حفر می شوند. اگرچه می توان آن را از گرمای زرد جعل کرد ، اگر در هنگام گرم شدن هوا چکش کاری شود ممکن است خرد شود و در هنگام گرم شدن بسیار سخت تر از فولاد کربنی است. می توان آن را با یک مشعل اکسی استیلن برش داد ، اما برش پلاسما یا لیزر روش ارجح است. با وجود سختی شدید و استحکام کششی ، ممکن است مواد همیشه سفت و سخت نباشند.  این می تواند با نورد سرد یا خم شدن سرد تشکیل شود.

## تاریخچه

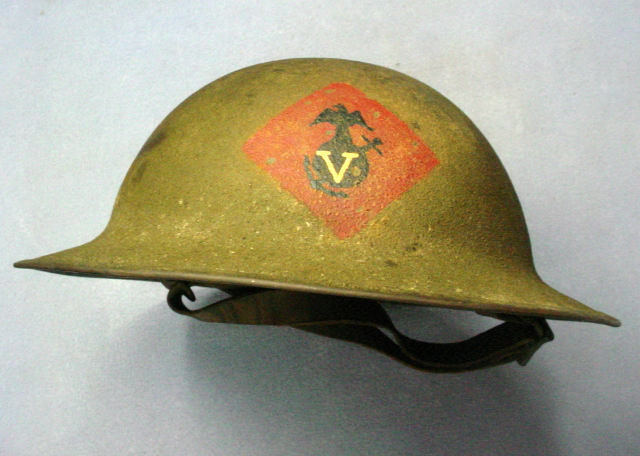
کلاه ایمنی Brodie ، جنگ جهانی اول ، ساخته شده از فولاد Hadfield

Mangalloy در سال 1882 توسط رابرت هادفیلد ایجاد شد و به اولین فولاد آلیاژی تبدیل شد که به موفقیت تجاری رسید و رفتاری متفاوت با فولاد کربنی داشت . بنابراین ، به طور کلی نشانه ی تولد فولادهای آلیاژی در نظر گرفته می شود.
بنیامین هانتسمان اولین کسی بود که فلزات دیگر را به فولاد اضافه کرد. فرایند ساخت  فولاد بوته ای او ، ابداع شده در سال 1740 ، اولین باری بود که فولاد توانست به طور کامل در یک ظرف ذوب شود. هانتسمن پیش از این برای کمک به از بین بردن ناخالصی ها از فولاد از شارهای مختلفی استفاده کرده بود و خیلی زود شروع به اضافه کردن آهن چدن غنی از منگنز به نام Spiegeleisen کرد که باعث کاهش چشمگیر ناخالصی های موجود در فولاد می شد. در سال 1816 ، یک محقق آلمانی کارل جی بی کارسن  خاطرنشان کرد که افزودن مقادیر نسبتاً زیادی منگنز به آهن باعث افزایش سختی آن بدون تأثیر در چکش خواری و چقرمگی آن می شود. اما مخلوط یکدست نبود و نتایج آزمایش قابل اطمینان نبود. "و هیچ کس نفهمید که دلیل واقعی اینکه چرا چدن معدنی در نوریکوم باعث تولید چنین فولاد فوق العاده می شود در شرایطی که که حاوی مقدار کمی منگنز است که توسط فسفر ، آرسنیک یا گوگرد آلوده نشده است. فولاد منگنز "  در سال 1860 ، سر Henry Henry Bessemer ، در تلاش برای تکمیل فرایند Bessemer در ساخت فولاد ، متوجه شد که اضافه کردن spiegeleisen به فولاد پس از دمیدن ، به از بین بردن گوگرد و اکسیژن اضافی کمک می کند. گوگرد با آهن ترکیب می شود تا یک سولفید که نقطه ذوب پایین تری نسبت به فولاد دارد ، تشکیل شود که لکه های ضعیفی ایجاد می کند که از نورد گرم جلوگیری می کند. منگنز معمولاً به دلیل توانایی زیاد در حذف ناخالصی ها ، به مقدار کمی به فولادهای مدرن اضافه می شود.
هادفیلد در جستجوی فولادی بود که می تواند برای ریخته گری چرخ های تراموا مورد استفاده قرار گیرد که هم سختی و هم چقرمگی آن را نشان دهد ، زیرا فولادهای کربن معمولی این خصوصیات را را با هم ندارند. فولاد را می توان با خنک کردن سریع سخت کرد ، اما چقرمگی خود را از دست می دهد و شکننده می شود. ریخته گری های فولادی معمولاً نمی‌توانند به سرعت خنک شوند ، زیرا اشکال نامنظم می تواند خم شود یا شکاف ایجاد کند. Mangalloy ثابت کرد که برای ریخته گری بسیار مناسب است ، زیرا انباشت های موضعی گاز به نام "مکیدن هوا" را تشکیل نمی‌دهد ، و شکنندگی شدید سایر ریخته گری ها را نشان نمی‌دهد.
هادفیلد در حال مطالعه نتایج دیگرانی بود که در مورد ترکیب عناصر مختلف با فولاد ، مانند بنیامین هانتسمن و آه آلن ، آزمایش کرده بودند. در آن زمان ساخت فولاد یک هنر بود نه یک علم ، تولید شده توسط صنعتگران ماهر که غالباً بسیار پنهانی بودند. بنابراین ، هیچ داده فلزی در مورد فولاد قبل از سال 1860 وجود نداشت ، بنابراین اطلاعات مربوط به آلیاژهای مختلف پراکنده و غالباً غیرقابل اعتماد بود. هادفیلد به افزودن منگنز و سیلیکون علاقه‌مند شد. شرکت Ter Noire آلیاژ به نام "آهن منگنز" ایجاد کرده بود که حاوی حداکثر 80٪ منگنز بود. هادفیلد با مخلوط کردن آهن منگنز با فولاد بوته ای و سیلیکون شروع به تولید آلیاژ 7.45٪ منگنز کرد ، اما این ماده برای اهداف وی رضایت بخش نبود. در تلاش بعدی خود ، سیلیکون را کنار گذاشت و فروم منگنز بیشتری را به مخلوط اضافه کرد و به آلیاژ با 1.35٪ کربن و 13.76٪ منگنز دست یافت. هادفیلد پس از ایجاد Mangalloy ،مواد را آزمایش کرد ، فکر کرد که نتایج باید اشتباه بوده باشد. از نظر ظاهری  نرم به نظر می رسید ، شبیه به سرب است ، اما در عین حال دندان های پرونده او را بریده است. نمی توانست بر اثر برخورد با لبه ای بریده شده باشد، در عین حال نمی توانست با اره و یا ماشین تراش بریده شده باشد . با وجود داشتن بیش از 80٪ آهن ، غیر مغناطیسی بود و  مقاومت الکتریکی بسیار بالایی داشت. تلاش برای خرد کردن آن به راحتی سطح را صیقل داد. قابل توجه ترین بخش این بود که هنگام گرم شدن و خاموش شدن ، تقریباً بر خلاف فولاد کربنی ساده عمل می کرد. وی پس از انجام چند صد آزمایش ، فهمید که آنها باید دقیق باشند ، اگرچه دلیل ترکیب سختی و چقرمگی هیچ گونه توجیهی در آن زمان نداشت . هادفیلد نوشت: "آیا ممکن است در مورد سایر آلیاژهای آهن ، موارد مشابهی وجود داشته باشد؟ هیچ رساله متالورژیکی به آنها اشاره نمی‌کند. . . احتمالاً وقتی ماهیت قوانین حاکم بر آلیاژها بهتر درک شود ، این از موارد دیگر به دست می آید. . "" .
اختراع هادفیلد اولین آلیاژ فولاد بود که تفاوتهای قابل توجهی در خصوصیات نسبت به فولاد کربنی نشان داد. در عصر مدرن ، شناخته شده است که منگنز از تبدیل فاز آستنیت چکش خوار به مارتنزیت شکننده جلوگیری می کند که در فرایند کارسختی در هنگام خاموش شدن برای فولاد های معمولی اتفاق می افتد. آستنیت فولادهای Hadfield از نظر ترمودینامیکی ناپایدار بوده و در صورت برخورد مکانیکی به مارتنزیت تبدیل می شود و بنابراین لایه سطح سخت را تشکیل می دهد.
هادفیلد در سال 1883 فولاد خود را به ثبت رساند ، اما پنج سال دیگر به کامل کردن مخلوط گذراند ، بنابراین تا سال 1887 آن را به معرض دید عموم نگذاشت. سرانجام او روی آلیاژ 12 تا 14٪ منگنز و 1.0٪ کربن مستقر کرد که انعطاف پذیری آن به اندازه کافی بود دندانه دار شود اما به سختی قابل قطع نیست. این اولین فلز آلیاژی شد که از نظر تجاری سودآور شد. هادفیلد در ابتدا فولاد خود را برای استفاده در راه آهن و تراموا به بازار عرضه کرد ، اما به سرعت شروع به تولید آن برای همه چیز از صفحات اره ای تا گاوصندوق کرد.